# Resurseøkonomi
Resurseøkonomi (eller ressourceøkonomi) er en gren indenfor den økonomiske videnskab, som omhandler studiet af, hvordan samfundet allokerer beholdninger af knappe naturresurser som fisk, træ, ferskvand, olie, mineral og andre naturligt forekommende naturresurser. 
En vigtig skelnen går mellem fornybare resurser og ikke-fornybare resurser. For at en resurse skal være fornybar, må den vokse eller forny sig i et tempo, som er relevant for menneskelig aktivitet. Det er tilfældet for planter og dyr. Overudnyttelse af disse resurser (f.eks. overfiskning) kan dog føre til, at resursen uddør. En særlig form for fornybare resurser er de vedvarende energikilder som sol, vind og tidevandsenergi. Eksempler på ikkefornybare resurser er mineraler og fossile brændsler, der for alle praktiske formåls vedkommende findes på jorden i en given mængde.
Et centralt spørgsmål indenfor resurseøkonomien er at finde en optimal udvindingstakt for de forskellige naturresurser.
Faget er tæt beslægtet med miljøøkonomi, og på mange universiteter undervises i miljø- og resurseøkonomi i form af fælles kurser. 

### Foreninger
- Association of Environmental and Resource Economists (AERE)
- European Association of Environmental and Resource Economists (EAERE)

### Tidsskrifter
- Annual Review of Resource Economics
- Environmental and Resource Economics
- Journal of Agricultural and Resource Economics
- Resource and Energy Economics